# Klasifikace planet ve Star Treku
Klasifikace planet ve Star Treku je systém třídění planet používaný ve fiktivním vesmíru Star Treku. Pro zařazení se berou v úvahu různé faktory jako složení atmosféry, teplota povrchu, tlak vzduchu, vegetace, velikost planety a další. Systém Spojené federace planet používá značení jedním písmenem, například třída M. Vulkánci pro stejný typ planety užívají označení třída Minshara a ostatní rasy svá vlastní označení. Následný klasifikace je tedy ta používaná Federací: 

## Třída A
Geotermální planety staré maximálně 2 miliardy let o průměru 1-10 tisíc kilometrů. Povrch je částečně roztaven, atmosféra se skládá hlavně z vodíku, po zchladnutí přechází do třídy C. Příkladem je Gothos z epizody Zeman z Gothosu.

## Třída B
Geomorfované planety nacházející se v těsné blízkosti mateřské hvězdy. Povrch je horký a částečně roztavený, atmosféra řídká. Příkladem je Merkur.

## Třída C
Geologicky neaktivní planeta charakteristická zmrzlým povrchem i atmosférou. Příkladem je Pluto.

## Třída D
Neobyvatelné planetky, velké asteroidy a měsíce se skalnatým jádrem a malou nebo žádnou atmosférou. Patří sem Měsíc, Rura Penthe nebo planetoid Regula, který ve svých útrobách skrýval druhou fázi experimentu Genesis ve Star Treku II: Khanův hněv. Několik planetek třídy D potkal také USS Voyager; jednu v epizodě Přitažlivost a jednu ve Vyzařování.

## Třída E
Planeta ve vývinu mladší než 2 miliardy let s průměrem 10-15 tisíc kilometrů. Povrch je horký, atmosféra obsahuje sloučeniny vodíku, po ochlazení přechází do třídy F. Na planetě třídy E Excalbian žijí Excalbiané, živý druh na bázi křemíku, kteří vypadají jako oživlá skála s klepety.

## Třída F
Planeta ve vývinu stará 1-3 miliardy let stejné velikosti jako třída E, ale na rozdíl od ní je zde silná vulkanická aktivita. Po ochlazení přechází do třídy G. Příkladem je planeta Janis VI, na které žijí Hortové; rasa na bázi křemíku, složená z vláknitého azbestu.

## Třída G
Planeta ve vývinu stará 3-4 miliardy let stejné velikosti jako třídy E a F, ale na rozdíl od nich má krystalický povrch a atmosféru složenou z oxidu uhličitého. Po ochlazení přechází do tříd K, L, M, N, O nebo P. Na povrchu se mohou vyskytovat primitivní jednobuněčné organismy.

## Třída H
Planety s drsným pouštním podnebím o průměru 8-15 tisíc kilometrů, stáří 4-10 milionů let, bez tekuté povrchové vody, a některými těžkými plyny a kovovými výpary v atmosféře. Ukázkovým příkladem je Tau Cygna V v seriálu Star Trek: Nová generace epizoda Vlastnosti velitele a i když tak nejsou označeny, patří sem pravděpodobně i Ocampa, Nimbus III nebo Rigel XII.

## Třída I
Plynní obři větší než třída J, ale menší než třídy S a T.

## Třídy J
Třída nejmenších plynných obrů se stářím v rozmezí 2-10 milionů let a průměrem 50-140 tisíc kilometrů, kupříkladu Jupiter nebo Saturn. V epizodě Stanice Deep Space Nine Loď v ohrožení se USS Defiant dostane při záchraně posádky karemmanské lodě před Jem'Hadary do atmosféry plynného obra třídy J. Ten má fluorovou atmosféru, ve které zuří bouře o rychlostech přes 10,000 km/h.

## Třída K
Neúrodné planety bez přirozené vegetace, ale mohou být terraformovány na třídu M. Mají průměr 5-10 tisíc kilometrů a řídkou atmosféru, která obsahuje množství metanu, dusíku a oxidu uhličitého. Povrchová teplota se pohybuje okolo 0 °C. Bez terraformace je život lidí možný pouze v domech s podporou života. V seriálu Star Trek epizodě Já, Mudd je planeta Mudd popsána jako třída K.

## Třída L
Částečně obyvatelné planety a měsíce s primitivním ekosystémem, staré mezi 4-10 miliardami let a průměru 10-15 tisíc kilometrů. Mají skalnatý neúrodný povrch, malé množství vodních ploch a argonovo-kyslíkovou atmosféru s množstvím oxidu uhličitého. Většina planet této třídy je vhodná pro vznik humanoidní civilizace. Patří sem Indri VIII z epizody Nové generace Závod, planeta s argonovo-kyslíkovou atmosférou ze Sedmatřicátníků nebo planeta, na které ztroskotali Odo a Quark v epizodě Kompromisy.

## Třída M
Planety podobné Zemi. Mají průměr 10-15 tisíc kilometrů, atmosféru složenou z dusíku a kyslíku, a množství tekuté vody na povrchu. Nachází se zde rostlinstvo a zvířectvo založené na bázi uhlíku, případně i inteligentní život. Téměř všechny hlavní planety ostatních ras jsou planety třídy M: Vulkán, Qo'noS, Cardassia Prime, Bajor, Betazed a další.  Třída M je pojmenována podle Majel Barrettové, manželky tvůrce Star Treku Genea Roddenberryho, a název se poprvé objevuje v epizodě Klec.

## Třída N
Planety třídy N jsou staré 3-10 miliard let s průměrem 10-15 tisíc kilometrů. Nachází se uvnitř pásma umožňujícího život, ale díky husté atmosféře a skleníkové efektu mají vysokou teplotu povrchu, takže na nich není voda v tekutém skupenství, pouze plynném. Korozivní atmosféra se skládá z oxidu uhličitého a sloučenin síry. Ukázkovým příkladem je planeta Venuše. Podle neoficiálních zdrojů pocházejí z planety třídy N Tholiané.

## Třída O
Oceánské planety jsou takové, které mají přes 80% povrchu zatopené vodou. Země se této třídě velmi blíží, mají společnou velikost, teplotu i složení atmosféry. 

## Třída P
Zaledněné planety jsou takové, které mají přes 80% povrchu pokryty vodním ledem. Ostatní vlastnosti má stejné jako třída N, včetně podpory života.

## Třída Q
Planety s neustále se měnícím prostředím, což je způsobeno zvláštní oběžnou dráhou, blízkostí proměnné hvězdy nebo jiným faktorem, který způsobuje drastické změny podmínek v průběhu času.

## Třída R
„Toulavé“ planety, které neobíhají kolem hvězdy, ale plují volně ve vesmíru.

## Třída S
Třída velkých plynných obrů.

## Třída T
Třída největších plynných obrů, kteří jsou někdy nazýváni také „superobři“ nebo „ultraobři“. USS Voyager narazí na superobra třídy T s „radiogenním“ prstencem v Delta kvadrantu v epizodě Dobrá pastýřka.

## Třída Y
Planety charakterizované toxickou atmosférou, povrchovými teplotami přes 500 °C a termionickým zářením. Někdy je označována jako třída démon díky extrémně nehostinnému prostředí pro humanoidní formy života. USS Voyager přistane na planetě třídy Y v roce 2374 a narazí na bimetalickou formu života přezdívanou „stříbrná krev“, která zkopíruje loď i posádku. V roce 2377 identifikuje hologram Iden planetu třídy Y jako vhodný domov pro skupinu vzbouřených hologramů.

## Třídy X a Z
Ostatní planety třídy démon.